# Vallisaari
Vallisaari je ostrov ve Finsku, vzdálený 7 kilometrů od hlavního města Helsinek.

## Historie
Ve středověku byl ostrov znám pod jménem Lampisaari a námořníci si zde doplňovali pitnou vodu, jelikož se na ostrově nachází několik rybníků.

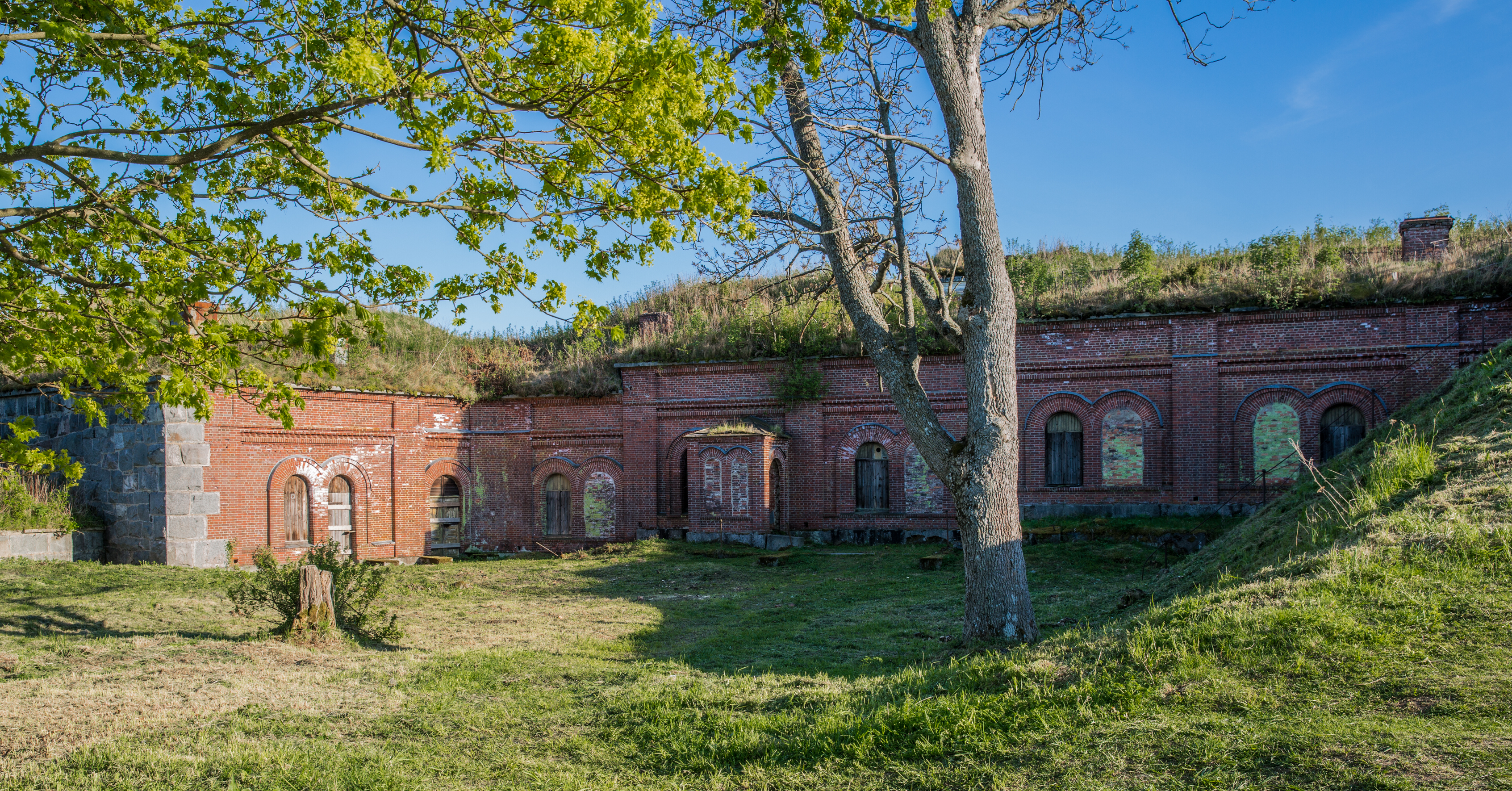
Alexandrova baterie ve Vallisaari

V 2. polovině 18. století Vallisaari sloužil jako zásobovací místo pro pevnost Viapori (na sousedním ostrově Suomenlinna), pásl se zde dobytek. V roce 1808 byly Rusko a Švédsko ve válce a právě Rusko použilo jako základnu Vallisaari při obléhání Suomenlinny. Rusové zvítězili a začali zde budovat opevnění, které se stalo součástí pevnosti Suomenlinna. Roku 1854 se střetly zájmy Velké Británie a Ruska v Baltskám moři a vypukla válka. Brzy po ní bylo ve Vallisaari postaveno impozantní opevnění s názvem Alexandrova baterie.
Roku 1905 vypuklo povstání a vzbouřenci obsadili Vallisaari a Kuninkaansaari, ale přes jejich strategickou pozici bylo povstání krvavě potlačeno.
Když se Finsko roku 1917 stalo nezávislým státem, byly zde uloženy zbraně finských obranných sil. Okolo roku 1950 zde žilo přes 300 civilistů - zemědělců. Poslední obyvatelé opustili ostrov v roce 1996. Finské obranné síly se vzdaly ostrova v roce 2008. V roce 2013 zahájily Metsähallitus Parks & Wildlife Finsko projekt za účelem zpřístupnění ostrova turistům. To se podařilo roku 2016.

## Příroda
V současnosti je Vallisaari nejrozmanitější přírodní destinací v metropolitní oblasti. Aktivity finských obranných sil udržely nábřeží a louky mezi opevněním otevřené, čímž obohatily rozmanitost přírody. V posledních několika desetiletí do přírody nezasáhla lidská ruka a ostrov zůstal v přirozeném stavu.
Žije zde okolo 1000 druhů motýlů. Více než sto z nich je ohrožených nebo vzácně se vyskytujících. Ostrov je také domovem pro několik chráněných druhů netopýrů, např. netopýři ušatí ( Plecotus auritus ) nebo netopýři vousatí ( Myotis mystacinus ).

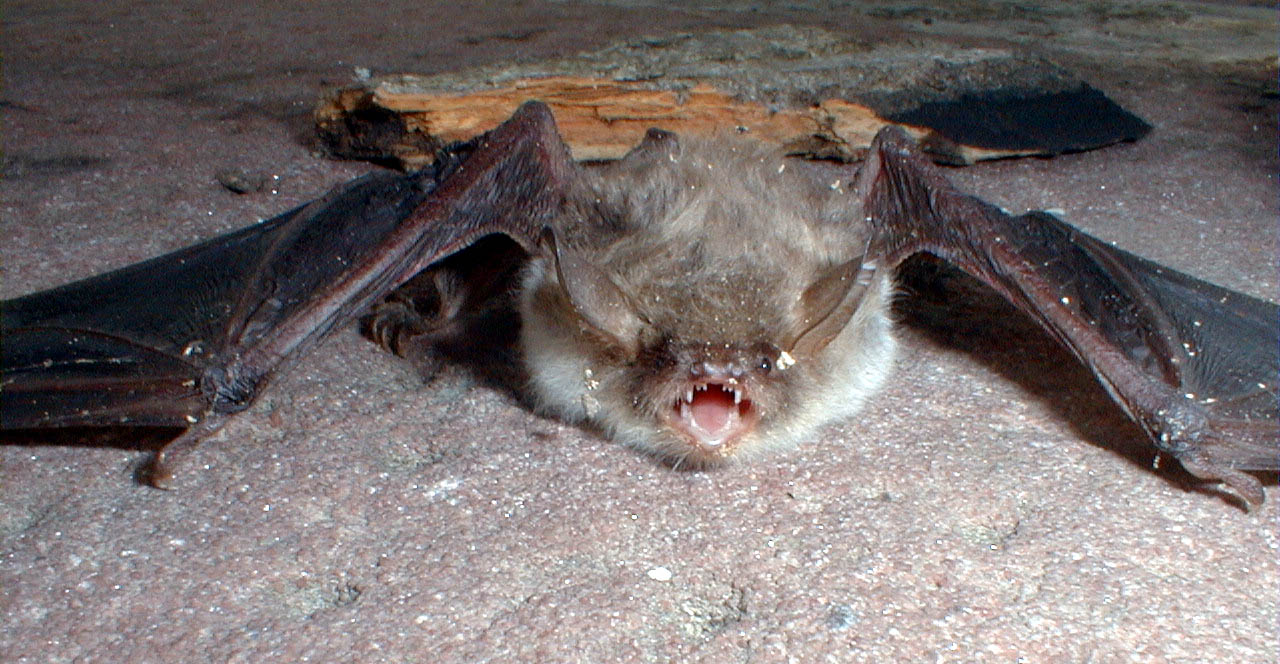
Svěží lesy, louky a rybníky zajišťují, že netopýři mají dostatek potravy.